# Замок Руппін
52°56′49″ пн. ш. 12°50′38″ сх. д. / 52.946944444444° пн. ш. 12.843888888889° сх. д.
Замок Руппін (також Планенбург) був німецьким рівнинним замком у середні віки. Він був політичним центром графства Руппін та утвореного округу Руппіна до 16 століття. Замкові споруди розташовані в східному районі Альтруппін міста Нойруппін на північному заході землі Бранденбург.